# Chính sách thị thực của Ấn Độ
Du  khách đến Ấn Độ phải xin thị thực từ một trong những phái vụ ngoại giao Ấn Độ trừ khi họ đến từ một trong những quốc gia được miễn thị thực hoặc có thể xin thị thực qua mạng.

## Bản đồ chính sách thị thực

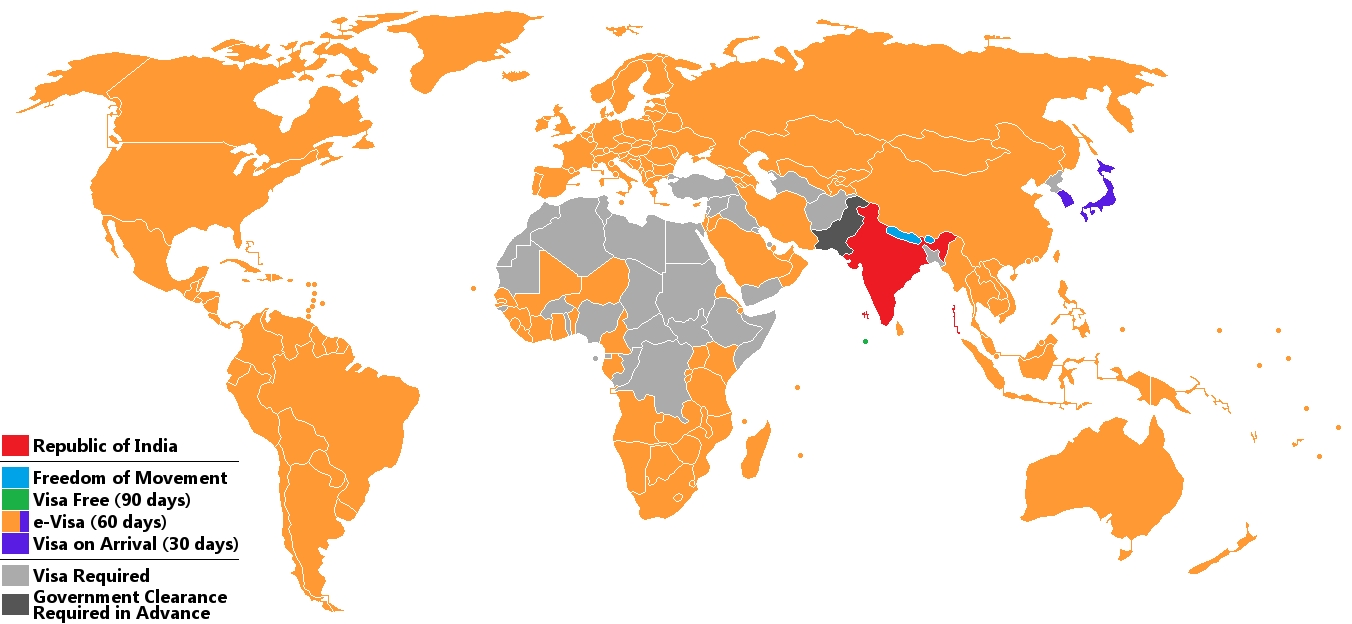
Chính sách thị thực của Ấn Độ
Ấn Độ
Đi lại tự do
Miễn thị thực
Thị thực điện tử
Thị thực tại cửa khẩu
Cần xin thị thực
Cần chính phủ cho phép từ trước

## Miễn thị thực
Công dân của các nước sau không cần thị thực để đến Ấn Độ (trừ khi đi từ Trung Quốc đại lục), mà họ có thể ở lại không giới hạn (trừ khi có chú thích):
| - Bhutan - Maldives (90 days) - Nepal |

Công dân nước ngoài sở hữu chứng nhận công dân hải ngoại Ấn Độ cũng được miễn thị thực. Công dân của Afghanistan, Bangladesh, Bhutan, Trung Quốc đại lục, Nepal, Pakistan, hoặc Sri Lanka thường không có quyền công dân Ấn Độ hải ngoại.

## Thị thực tại cửa khẩu
Công dân của  Nhật Bản có thể xin thị thực tại cửa khẩu ở Bengaluru, Chennai, Delhi, Hyderabad, Kolkata hoặc Mumbai từ ngày 1 tháng 3 năm 2016. Thị thực được cấp cho công tác, du lịch, y tế và hội họp, có hiệu lực 30 ngày. Phí là 2.000 Rs. Thị thực tại cửa khẩu chỉ có thể được thực hiện không quá 2 lần một năm.

## Thị thực du lịch điện tử
Vào ngày 27 tháng 11 năm 2014, sự cấp phép chuyến đi điên tử (ETA) đi vào hoạt động đối với công dân của 40 quốc gia, bao gồm những quốc gia có thể làm thị thực tại cửa khẩu. Danh sách này sau đó được mở rộng thành 113 quốc gia trong tháng 8 năm 2015 (xem dnah sách bên dưới). ETA được cấp cho du lịch, thăm bạn bè và gia đình, điều trị y tế ngắn hạn và công tác. Hệ thống nào sau đó được đổi tên thành thị thực du lịch điện tử (eTV) vào ngày 15 tháng 4 năm 2015.
Việc xin thị thực du lịch điện tử phải được thực hiện ít nhất 4 ngày trước ngày đến nơi. Thị thực này có hiệu lực cho một lần nhập cảnh với số ngày ở lại tối đa là 30 ngày kể từ ngày nhập cảnh, và có thể được xin 2 lần 1 năm. Quãng thời gian ở lại không thể được gia hạn. Phí thị thực du lịch điện tử được chia thành bốn loại: miễn phí, 25 đô la Mỹ, 48 đô la Mỹ và 60 đô la Mỹ, tuỳ thuộc vào quốc gia (dựa trên chính sách qua lại), cộng với phí ngân hàng là 2,5% của phí thị thực.
Thị thực du lịch điện tử cho phép đến tại 16 sân bay sau:
| - Sardar Vallabhbhai Patel - Amritsar - Bengaluru - Chennai | - Indira Gandhi - Gaya - Goa - Rajiv Gandhi | - Jaipur - Kochi - Netaji Subhash Chandra Bose - Amausi | - Chhatrapati Shivaji - Trivandrum - Tiruchirappalli - Varanasi |

Công dân của các quốc gia và vùng lãnh thổ sau có hộ chiếu phổ thông có thể xin thị thực du lịch điện tử (trừ khi công dân đó có nguồn gốc Pakistan):
| - Albania - Andorra - Antigua và Barbuda - Argentina3 - Armenia - Úc - Áo - Bahamas - Barbados - Bỉ - Belize - Bolivia - Bosna và Hercegovina - Botswana - Brasil - Brunei - Bulgaria - Campuchia - Canada - Cape Verde - Chile - Trung Quốc - Colombia - Comoros - Costa Rica - Bờ Biển Ngà - Croatia - Cộng hòa Séc - Cuba - Đan Mạch - Djibouti - Dominica - Cộng hòa Dominican - Ecuador - El Salvador - Eritrea - Estonia - Fiji3 | - Phần Lan - Pháp - Gabon - Gambia - Gruzia - Đức - Ghana - Hy Lạp - Grenada - Guatemala - Guinea - Guyana - Haiti - Honduras - Hồng Kông - Hungary - Iceland - Indonesia - Ireland - Israel - Jamaica3 - Nhật Bản2 - Jordan - Kenya - Kiribati3 - Lào - Latvia - Lesotho - Liberia - Liechtenstein - Lithuania - Luxembourg - Macau - Macedonia - Madagascar - Malawi - Malaysia - Malta | - Marshall Islands3 - Mauritius3 - Mexico - Micronesia3 - Moldova - Monaco - Mông Cổ - Montenegro - Mozambique1 - Myanmar - Namibia - Nauru3 - Hà Lan - Aruba - New Zealand - Quần đảo Cook3 - Niue3 - Nicaragua - Norway - Oman - Palau3 - Palestine - Panama - Papua New Guinea3 - Paraguay - Peru - Philippines - Ba Lan - Bồ Đào Nha - România - Nga1 - Saint Kitts và Nevis - Saint Lucia - Saint Vincent và Grenadines - Samoa3 - San Marino - Senegal - Serbia | - Seychelles3 - Singapore2 - Slovakia - Slovenia - Quần đảo Solomon3 - Nam Phi - Hàn Quốc - Tây Ban Nha - Sri Lanka2 - Suriname - Swaziland - Thụy Điển - Thụy Sĩ - Đài Loan - Tajikistan - Tanzania - Thái Lan - Timor-Leste - Tonga3 - Trinidad and Tobago - Tuvalu3 - Ukraine1 - United Arab Emirates - Vương quốc Anh1 - Công dân của các lãnh thổ hải ngoại Anh - Anguilla - Quần đảo Cayman - Montserrat - Turks and Caicos Islands - Hoa Kỳ1 - Uruguay3 - Vanuatu3 - Thành Vatican - Venezuela - Việt Nam - Zambia - Zimbabwe |

Chú thích: Từ ngày 3 tháng 11 năm 2015, phí thị thực cho công dân của
- quốc gia với số "1" là 60 đô la Mỹ
- quốc gia với số "2" là 25 đô la Mỹ
- quốc gia với số "3" là miễn phí
- quốc gia không có số là 48 đô la Mỹ

## Thống kê du khách
Hầu hết du khách đến Ấn Độ đều đến từ các quốc gia sau:
| Quốc gia   | 2016      | 2015      | 2014      | 2013      |
| ---------- | --------- | --------- | --------- | --------- |
| Bangladesh | 1.380.409 | 1.133.879 | 942.562   | 524.923   |
| Hoa Kỳ     | 1,296,939 | 1.213.624 | 1.118.983 | 1.085.309 |
| Anh Quốc   | 941.883   | 867.601   | 838.860   | 809.444   |
| Canada     | 317.239   | 281.306   | 268.485   | 255.222   |
| Malaysia   | 301.961   | 272.941   | 262.026   | 242.649   |
| Sri Lanka  | 297.418   | 299.513   | 301.601   | 262.345   |
| Úc         | 293.625   | 263.101   | 239.762   | 218.967   |
| Đức        | 265.928   | 248.314   | 239.106   | 252.003   |
| Trung Quốc | 251.313   | 206.322   | 181.020   | 174.712   |
| Pháp       | 238.707   | 230.854   | 246.101   | 248.379   |
| Nga        | 227.749   | 172.419   | 269.832   | 259.120   |
| Nhật Bản   | 208.847   | 207.415   | 219.106   | 220.283   |
| Tổng       | 8.804.411 | 8.027.133 | 7.679.099 | 6.967.601 |